# لیگ عدالت (فیلم)
لیگ عدالت (انگلیسی: Justice League) یک فیلم ابرقهرمانی محصول سال ٢٠١٧ براساس تیم ابرقهرمانی به همین نام از شرکت دی‌سی کامیکس است. تولید این فیلم بر عهده برادران وارنر پیکچرز، دی‌سی فیلمز، رت‌پک انترتینمنت،  اطلس انترتینمنت و کروئل اند آنیوژوال فیلمز بود و توسط برادران وارنر پیکچرز توزیع شد. فیلم لیگ عدالت پنجمین فیلم از دنیای توسعه‌یافته دی‌سی به شمار می‌رود و کارگردانی آن توسط زک اسنایدر و نویسندگی آن توسط کریس تریو و جاس ویدون انجام شده است و گروه بازیگری آن شامل بن افلک، هنری کویل، ایمی آدامز، گل گدوت، ازرا میلر، جیسون موموآ، ری فیشر، جرمی آیرونز، داین لین، کانی نیلسن و جی. کی. سیمونز می‌باشد. در این فیلم، به دنبال وقايع بتمن در برابر سوپرمن: طلوع عدالت و مرگ سوپرمن، بتمن و زن شگفت انگیز در اتحاد با ابرانسان های دیگر، آکوامن،  فلش و  سایبورگ، سعی دارند تا از جهان مقابل تهاجم استپن ولف و ارتش پارادیمون هایش حفاظت کنند. 
برادران وارنر از سال ٢٠٠٧ شروع به تولید یک لایو اکشن با محوریت گروه لیگ عدالت، به کارگردانی جورج میلر کردند. اما این پروژه در نهایت، به دلیل تاخیر های مداوم در نگارش فیلمنامه و فیلمبرداری و نگرانی در رابطه با بودجه، کنسل شد. پروژه لیگ عدالت دوباره در اکتبر سال ٢٠١۴، به عنوان بخشی از جهان سینمایی مشترک برادران وارنر درباره ابرقهرمانان دی‌سی، با کارگردانی اسنایدر و نویسندگی تریو وارد مرحله تولید می‌شود. فیلمبرداری اصلی فیلم از آپریل تا اکتبر ٢٠١۶ انجام شد. اسنایدر پس از مرگ دخترش کارگردانی پروژه را رها کرد و ویدون به جای او، برای نظارت بر مراحل پس از تولید و بازنویسی فیلمنامه و کارگردانی صحنه های اضافی، استخدام شد. ویدون بخش اعظم فیلم را دوباره فیلمبرداری کرد و باعث شد تا فیلم به حد قابل توجهی از لحن قبلی خود فاصله بگیرد. اما در نهایت اعتبار کارگردانی فیلم برای اسنایدر محفوظ ماند. لیگ عدالت با بودجه ٣٠٠ میلیون دلاری خود یکی از پرهزینه‌ترین فیلم های ساخته شده تا به امروز می‌باشد. 
لیگ عدالت در ١٣ نوامبر ٢٠١٧ در لس آنجلس و در ١٧ نوامبر ٢٠١٧ در ایالات متحده اکران شد. این فیلم بیش از ۶۵٧ میلیون دلار در سرتاسر جهان فروش کرد ولی نتوانست به نقطه سربه‌سر ٧۵٠ میلیون دلار برسد و تبدیل به یک بمب گیشه شد و شکست سختی را برای برادران وارنر به همراه آورد. فیلم نقدهای متفاوتی دریافت کرد. سکانس‌های اکشن و عملکرد بازیگران مورد تحسین قرار گرفت اما فیلم‌نامه، روند کند داستانی، شخصیت منفی کلیشه‌ای و استفاده بیش از حد از جلوه‌های ویژه مورد انتقاد قرار گرفت و طنز فیلم و لحن سبک آن (که با فیلم های قبلی متفاوت بود) از سوی برخی منتقدان تمجید و از سوی برخی دیگر مورد انتقاد واقع شد. نقش اصلی ویدون نیز در مراحل پس از تولید مورد انتقاد بسیاری، به ویژه گروه بازیگران و عوامل فیلم مانند گدوت و فیشر، قرار گرفت. پس از اکران فیلم، بسیاری در فضای مجازی خواهان انتشار برش ویژه کارگردان اصلی، اسنایدر شدند. این جنبش ادامه يافت تا زمانی که در مارس ٢٠٢١ برش کارگردان، با نام لیگ عدالت زک اسنایدر، در پلتفرم اچ‌بی‌او مکس منتشر شد.

## داستان
هزاران سال پیش، استپن ولف و ارتش پارادیمون هایش تلاش کردند تا با استفاده از ادغام سه جعبه‌ی مادر، زمین را تصاحب کنند. اما این اقدام او توسط ارتش متحدی از خدایان المپ، آمازون ها، آتلانتیسی ها، انسان‌ها و گروهی از موجودات فرازمینی بی‌نتیجه ماند. پس از شکست و عقب رانده شدن ارتش استپن ولف، جعبه های مادر جدا و در مکان‌های مختلف پنهان شدند. در زمان حال، بشریت دو سال است که در سوگواری مرگ سوپرمن است. مرگ سوپرمن همچنین باعث فعال شدن مجدد جعبه‌های مادر و بازگشت استپن ولف به زمین شد. استپن ولف قصد دارد سه جعبه‌ی مادر را جمع کند تا "وحدت" سه جعبه را ایجاد کتد. وحدت سه جعبه، باعث نابودی اکوسیستم زمین و تبدیل آن به نسخه‌ای مشابه سیاره‌ی استپن ولف می‌شود.
استپن ولف اولین جعبه‌ی مادر را از تمیسکیرا می‌دزدد. این اقدام باعث می‌شود تا ملکه هیپولیتا دخترش دایانا را از خطر استپن ولف آگاه کند. دایانا و بروس وین برای شکست استپن ولف تلاش می‌کنند تا با ابرانسان های دیگر متحد شوند: وین به دنبال  آرتور کری و  بری آلن می‌رود، دایانا نیز ویکتور استون را پیدا می‌کند. وین نتوانست کری را متقاعد کند اما آلن مشتاقانه به او پیوست. اگرچه دایانا نتوانست استون را متقاعد کند، اما او موافقت می کند که به آنها کمک کند تا تهدید را پیدا کنند. استون پس از ربوده‌شدن پدرش، سیلاس استون، و چند تن از کارکنان استار لبز توسط استپن ولف، برای یافتن جعبه‌ی مادری که توسط انسان‌ها محافظت می‌شود، به آنان می‌پیوندد.
استپن‌ولف به یک مقر آتلانتیسی، که یکی از سه جعبه‌ی مادر در آنجا محافظت می‌شد، حمله می‌کند و در این بین با کری نیز درگیر می‌شود ولی او را شکست داده و جعبه‌ی مادر آتلانتیسی‌ها را تصاحب می‌کند. استون آخرین جعبه‌ی مادر را برای گروه پیدا می‌کند و فاش می‌کند که پدرش از آن جعبه‌ی مادر برای بازسازی بدنش، که بعد از یک سانحه‌ی رانندگی به شدت آسیب‌دیده بود، استفاده کرده است. وین تصمیم می‌گیرد از جعبه‌ی مادر برای زنده‌کردن سوپرمن استفاده کند، نه تنها برای استفاده از کمک او برای مقابله با تهاجم استپن ولف، بلکه برای بازگرداندن امید به بشریت.
جسد کلارک کنت نبش قبر می‌شود و در مایع آمنیوتیک محفظه پیدایش در یک سفینه‌ی کریپتونی، به همراه جعبه‌ی مادر، گذاشته می‌شود و سوپرمن با موفقیت زنده می‌شود. با این حال، سوپرمن نتوانست خاطرات خود را به یاد بیاورد و به گروه حمله می کند. بتمن نقشه‌ی دوم خود را اجرا می کند: استفاده از لویس لین. سوپرمن توسط او آرام می شود و با او به خانه‌ی خانوادگی‌اش در اسمال‌ویل می‌رود و در آنجا خاطرات گذشته‌اش را دوباره بازآوری می‌کند. در طی این آشفتگی، آخرین جعبه‌ی مادر بدون محافظ رها می‌شود و استپن ولف از این فرصت استفاده و آن را تصاحب می‌کند. پنج قهرمان، بدون کمک سوپرمن، به دهکده‌ای در روسیه سفر می‌کنند. جایی که استپن ولف قصد دارد بار دیگر جعبه‌های مادر را متحد کند. آن‌ها راه خود را از طریق جنگ با پارادیمون‌ها باز می‌کنند و به استپن ولف می‌رسند و با او درگیر می‌شوند. اما نمی توانند به اندازه‌ی کافی حواس او را پرت کنند تا ویکتور جعبه‌های مادر را از هم جدا و جلوی وحدت را بگیرد. سوپرمن از راه می‌رسد و به آلن در تخلیه‌ی شهر و به ویکتور در جداسازی جعبه‌های مادر کمک می‌کند. تیم استپن ولف را شکست می‌دهد. به این شکل که کاری می‌کنند تا ترس به او غلبه کند و به همین جهت توسط پارادمون‌های خودش مورد حمله قرار گیرد.
در صحنه‌ی پس از تیتراژ، لکس لوتر از تيمارستان آرکام می‌گریزد و  دث‌استروک را، برای تشکیل گروه خودش، به خدمت می‌گیرد.

## بازیگران

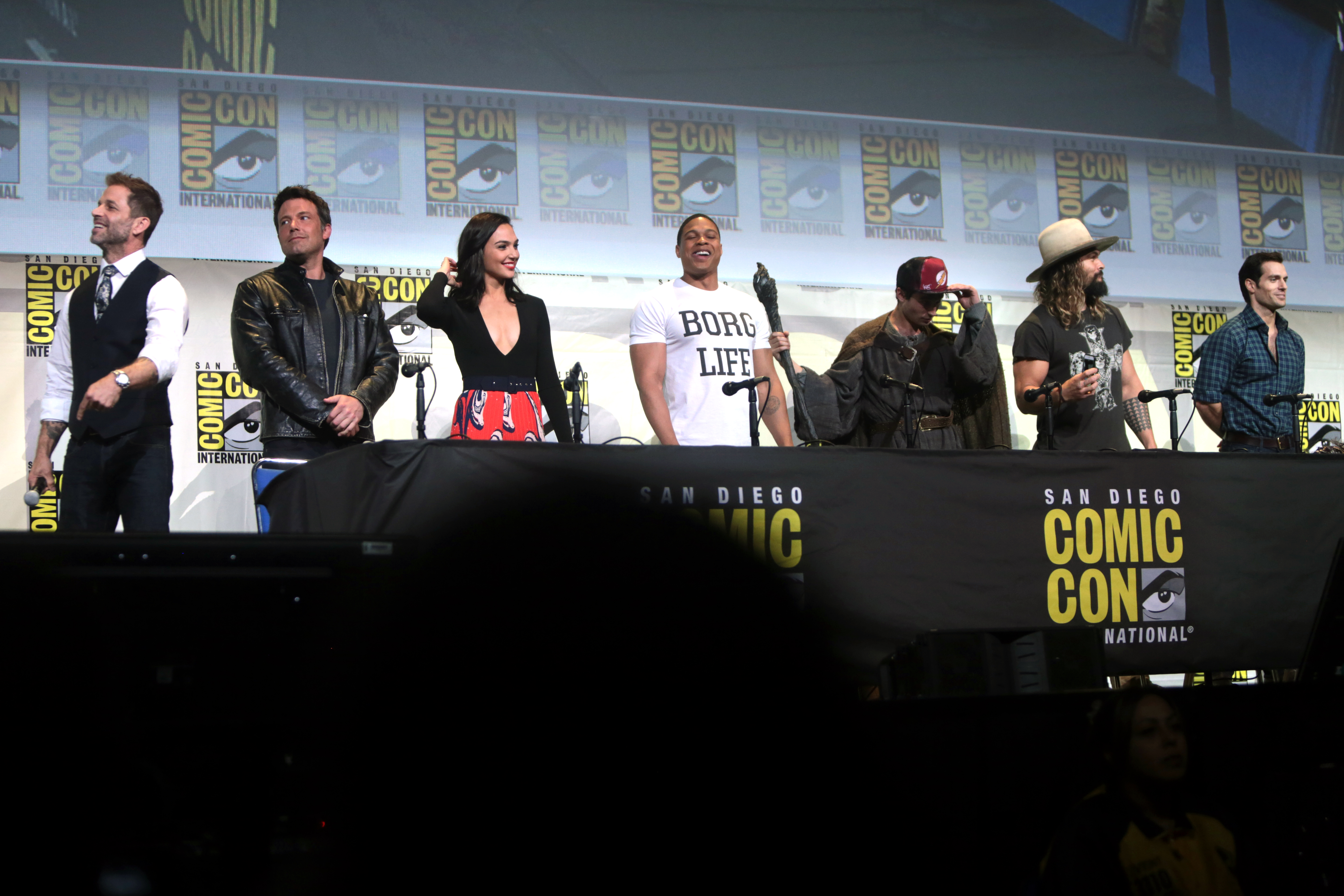
گروه بازیگران لیگ عدالت، همراه با زک اسنایدر، در کامیک-کان سن دیگو سال ٢٠١۶

- بن افلک در نقش بروس وین/ بتمن:
 یک فرد ثروتمند اجتماعی و مالک شرکت وین. او شب‌ها، به عنوان یک محافظ نقاب‌دار، مجهز به انواع سلاح‌ها و تجهیزات، به جنگ با جنایتکاران گاتهام می‌رود. افلک اشاره کرد که چگونه این فیلم به او فرصتی داد تا بتمن را دوباره اختراع و برداشتی کلاسیک‌تر از این شخصیت را به تصویر بکشد. او توضیح داد که در این فیلم، مخاطبان بتمن را بیشتر به عنوان یک قهرمان و رهبر خواهند دید. افلک می‌گوید: "بتمن ذاتاً، [در حالی که] لزوماً ضداجتماعی نیست، بسیار درون‌گرا و تنها است "ادامه می‌دهد:" در این فیلم او به نقشی می‌پردازد که نه تنها در آن باید با دیگران کار کند، بلکه آن‌ها را دور هم جمع می‌کند و متقاعد کند که وارد شوند و تلاش کند... به نحوی با زن شگفت‌انگیز تمام اعضای تاثیرگذار جامعه را کنار هم نگه دارد. این نقش واقعاً جالبی برای من است، و همچنین ما را به یاد نقش سنتی‌تر بتمن در کمیک‌های لیگ عدالت می‌اندازد، و نقش او در لیگ عدالت در مقابل نسخه‌ای از او که در فیلم بتمن در برابر سوپرمن دیدیم قرار می‌گیرد. نسخه‌ای که در آن عصبانیت چشم او را کور کرده بود و می خواست با سوپرمن مقابله کند."[۱۶][۱۷]
- هنری کویل در نقش کلارک کنت/ سوپرمن:
 عضو و الهام‌بخش لیگ عدالت. یک بیگانه‌ی بازمانده از سیاره‌ی کریپتون و روزنامه‌نگار دیلی پلنت که در متروپلیس زندگی می‌کند. در لیگ عدالت، سوپرمن خوشبین‌تر و امیدوارتر به تصویر کشیده شده است. این شخصیت عمداً از تمام تبلیغات فیلم لیگ عدالت حذف شد تا بر مرگ او، همانطور که در فیلم بتمن در برابر سوپرمن: طلوع عدالت به تصویر کشیده شده بود، تاکید شود.[۱۸]
- ایمی آدامز در نقش لوئیس لین:
 روزنامه‌نگار جسور و جایزه‌گرفته‌ی دیلی پلنت و معشوقه‌ی کلارک کنت.
- گل گدوت در نقش پرینسس دایانا/ زن شگفت‌انگیز:
 یک دلال آثار باستانی، دوست وین و جنگجوی جاودانه‌ی آمازونی، که ولیعهد تمیسکریا و دختر هیپولیتا و زئوس است. او دارای توانایی‌های فراانسانی‌ است که از والدینش به ارث رسیده‌است.
- ازرا میلر در نقش بری آلن/فلش:
 یک دانشجوی دانشگاه سنترال سیتی که می‌تواند با سرعت فوق‌العاده زیادی حرکت کند.
- جیسون موموآ در نقش آرتور کِری/ آکوامن:
 یک دورگه‌ی نیمه‌انسان نیمه‌آتلانتیسی با قدرت‌های فراانسانی. موموآ در ژوئن ٢٠١۴ برای نقش آکوامن انتخاب شد و در فیلم بتمن در برابر سوپرمن: طلوع عدالت ظاهر شد.[۱۹][۲۰]
- ری فیشر در نقش ویکتور استون/ سایبورگ:
 یک ورزشکار سابق کالج که نیمی از بدن او، در پی یک سانحه‌ی رانندگی، توسط یک جعبه‌ی مادر به طور سایبرنتیک بازسازی می‌شود. این اقدام باعث تبدیل‌شدن او به یک موجود تکنو ارگانیک می‌شود که می‌تواند کار‌های خارق‌العاده‌ای چون پرواز، استفاده از سلاح‌های گوناگون و کنترل تمام دستگاه‌ها و تکنولوژی‌ها را انجام دهد. فیشر این شخصیت را، با استفاده از ضبط حرکت برای به تصویر کشیدن نیمه‌ی سایبرنتیک بدن سایبورگ، به تصویر می‌کشد.[۲۱] فیشر در آوریل ٢٠١۴ برای نقش سایبورگ انتخاب شد و در یک صحنه‌ی کوتاه در فیلم بتمن در برابر سوپرمن: طلوع عدالت نقش آفرینی کرد.[۲۲]
- جرمی آیرونز در نقش آلفرد پنی‌ورث:
 پیشخدمت، پشتیبان امنیتی و معتمد بروس وین.
- داین لین در نقش مارتا کنت:
 مادرخوانده‌ی زمینی کنت.
- کانی نیلسن در نقش هیپولیتا:
 مادر دایانا و ملکه‌ی آمازونی تمیسکریا
- جی. کی. سیمونز در نقش کمیسر گوردون:
 کمیسر اداره‌ی پلیس شهر گاتهام و متحد نزدیک بتمن.
- کیران هایندز در نقش استپن‌ولف:
 یک افسر نظامی بیگانه از آپوکالیپس که ارتشی از پارادیمون‌ها را رهبری می‌کند و در جستجوی سه جعبه‌ی مادر است که در زمین نگهداری می‌شود.[۲۳] هایندز با استفاده از ضبط حرکت، شخصیت شرور را به تصویر کشید و در این فرآیند از لیام نیسون، که اخیراً نقش مشابهی را در هیولایی فرا می‌خواند انجام داده بود، مشورت‌هایی دریافت کرد.[۲۴] پس از اکران فیلم، هایندز از نسخه‌ی سینمایی، که داستان و شخصیت‌پردازی استپن‌ولف را کاهش داد، ناراضی بود.
- امبر هرد در نقش مرا:
 یک آتلانتیسی که برای بحث در مورد ماهیت جعبه‌های مادر به کری نزدیک می‌شود.[۲۵]
- جو مورتون در نقش سیلاس استون:
 پدر ویکتور استون و رئیس استار لبز.

در صحنه‌ای که اولین حمله‌ی استپن ولف را هزاران سال قبل به تصویر می‌کشد، زئوس، آرس و آرتمیس، خدایان قدیمی المپ، به ترتیب توسط مدل تناسب اندام سرگی کنستانس، بدلکار نیک مک‌کینلس و مبارز هنرهای رزمی ترکیبی آروره لائوزرال به تصویر کشیده می‌شوند. اما در نسخه‌ی اکران شده، چهره‌ی مک‌کینلس، با استفاده از جلوه‌های ویژه، با چهره‌ی دیوید تیولیس جایگزین شد و تیویلیس اعتبار بازیگری آرس را هم دریافت کرد. این صحنه یکی از اعضای ارتش فانوس سبز، به نام یالان گور، را هم نشان می‌دهد که از طریق ضبط حرکتی CGI خلق شده و توسط یک بازیگر نامشخص به تصویر کشیده شده است. دو رهبر باستانی زمین که در این صحنه ظاهر می‌شوند، پادشاه آتلان از آتلانتیس و شاه آرتور از انگلستان باستان، به ترتیب توسط جولیان لویس جونز و فرانسیس مگی به تصویر کشیده شده‌اند. بیلی کروداپ، در نقش هنری آلن، پدر بری آلن ظاهر می‌شود. در صحنه‌ی پس از تیتراژ، جو منگنیلو و جسی آیزنبرگ به ترتیب در نقش اسلید ویلسون / دث استروک و لکس لوتر ایفای نقش می‌کنند. مایکل مک‌الاتون در نقش رهبر گروهی از تروریست‌ها ظاهر می‌شود که در اوایل فیلم با زن شگفت‌انگیز درگیر می‌شوند، و هولت مک‌کالانی در نقش یک سارق ظاهر می‌شود. مارک مک‌کلور، بازیگر نقش جیمی اولسن در مجموعه‌ی فیلم‌های کریستوفر ریو سوپرمن، در نقش یک افسر پلیس حضور کوتاهی در فیلم دارد.
ویلم دفو و کرسی کلمونس در صحنه‌هایی از فیلم، در نقش نیودیس ولکو و آیریس وست، حضور پیدا کردند. اما نقش آن‌ها از نسخه‌ی اکران‌شده حذف شد و قرار است این دو بازیگر در فیلم‌های آینده در نقش‌های خود حضور پیدا کنند. یکی دیگر از این صحنه‌ها، که قرار بود صحنه‌ی پس از تیتراژ باشد، دو تن از اعضای ارتش فانوس سبز، کیلووگ و تامار-ر، را در حال ملاقات با بتمن نشان می‌داد که بعدا با مخالفت برادران وارنر با صحنه‌ی دث‌استروک و لکس لوتر جایگزین شد. صحنه‌های دیگری که فیلم‌برداری شدند، اما از نسخه‌ی اکران‌شده حذف گریدند، عبارتند از: صحنه های ریان ژنگ در نقش رایان چوی، که زمینه‌ی حضور شخصیت اتم در فیلم‌های آینده را فراهم می‌کرد؛ صحنه‌ی درگیری آرس و دارک ساید (با بازیگری ری پورتر)؛ صحنه‌هایی که هری لنیکس نقش‌های خود در مرد پولادین و بتمن در برابر سوپرمن: طلوع عدالت را تکرار می‌کند و صحنه‌ای که در آن معلوم می‌شود او همان جان جونز / مارشن من‌هانتر است؛ و صحنه‌هایی که خدمتکار دارک ساید، دیساد با صداپیشگی پیتر گینس حضور دارد. تمام این صحنه‌ها، به جز صحنه‌ی فانوس‌های سبز، در لیگ عدالت زک اسنایدر قرار گرفتند.

## تولید

### پیش زمینه

#### جرج میلر
ما قرار است فیلمی از لیگ عدالت بسازیم. چه اکنون چه ده سال دیگر. اما ما قرار نیست این کار رو بکنیم و وارنر هم تا زمانی که ما تشخیص ندهیم درست است، این کار را انجام نخواهد داد.

—گرگوری نووک، تهیه کننده، در مورد اینکه آیا برادران وارنر فیلمی از لیگ عدالت خواهد ساخت،  ۲۰۰۸.
در فوریه ۲۰۰۷، اعلام شد که برادران وارنر پیکچرز دو زن و شوهر به نام های میشل و کیران مولرونی را برای نگارش فیلمنامه فیلم لیگ عدالت استخدام کرده است. این خبر همزمان با خبر کنسل شدن پروژه در دست تولید زن شگفت انگیز جاس ویدون، و فیلم فلش به نوبسندگی و کارگردانی دیوید اس. گویر منتشر شد. طبق گزارش ها، فیلمنامه میشل و کیران مولرونی، با عنوان لیگ عدالت فانی در ژوئن ۲۰۰۷ به برادران وارنر ارائه شد و بازخورد های مثبتی دریافت کرد، و استودیو را بر آن داشت تا به امید شروع فیلمبرداری، قبل از اعتصاب انجمن نویسندگان آمریکا در سالهای ۲۰۰۷-۲۰۰۸، تولید پروژه را هر چه سریع تر پیش ببرد. برادران وارنر در این زمان از فروش محصولات خود در گیشه ناراضی بود و تمایلی به ساخت ادامه فیلم  بازگشت سوپرمن را نداشت. در پروژه لیگ عدالت: فانی براندون روث برای نقش سوپرمن، و کریستین بیل در نقش بتمن (از فیلم بتمن آغاز می کند) مورد توجه قرار نگرفتند. وارنر قصد داشت با فیلم لیگ عدالت فانی یک دنیای مشترک سینمایی را ایجاد کند که با دنباله ها و اسپین آف های مختلف ادامه و گسترش پیدا میکرد. مدتی بعد از فیلمبرداری  شوالیه تاریکی، بیل در مصاحبه ای گفت که "بهتر است در کارهایی که سری بتمن ما انجام میدهد تداخل ایجاد نکند" و و احساس کرد که برای برادران وارنر منطقی تر است که این فیلم را پس از شوالیه تاریکی برمی‌خیزد اکران کند. ابتدا کارگردانی پروژه به جیسون رایتمن پیشنهاد شد، اما او این پیشنهاد را رد کرد. زیرا خود را فیلمسازی مستقل میدانست و ترجیح میداد از فیلم های ابرقهرمانی پرهزینه دوری کند. جورج میلر در سپتامبر ۲۰۰۷ برای کارگردانی فیلم قرارداد امضا کرد، باری ام آزبرن تهیه کنندگی پروژه را برعهده گرفت، و ۲۲۰ میلیون دلار بودجه برای ساخت این فیلم در نظر گرفته شد.
در ماه بعد، تقریباً ۴۰ بازیگر مرد و زن، مانند جوزف کراس، مایکل آنگارانو، مکس تیریوت، مینکا کلی، آدریان پالیکی و اسکات پرتر. میلر قصد داشت بازیگران جوان‌تری را انتخاب کند، برای ایفا کردن نقش اعضای گروه لیگ عدالت تست دادند. اما میلر قصد داشت برای این نقش ها بازیگران جدیدی انتخاب کند، زیرا می‌خواست آنها در طول چندین فیلم در نقش‌های خود رشد کنند. دی. جی. کوترانا برای نقش سوپرمن، و آرمی همر برای نقش بتمن انتخاب شد. گزارش شده است که جسیکا بیل، پس از مذاکراتی، از ایفای نقش زن شگفت انگیز خودداری کرد. همچنین بازیگران زنی چون ترزا پالمر و شانین سوسامون و مری الیزابت وینستد هم خواهان ایفای این نقش بودند. در نهایت، مگان گیل برای نقش زن شفت انگیز انتخاب شد، و پالمر برای نقش تالیا الغول، که میلر در نظر داشت این نقش را با لهجه روسی بازی کند، انتخاب شد. نقش فانوس سبز جان استوارت در ابتدا به کلمبوس شورت پیشنهاد شد. اما بعدا هنرمند هیپ هاپ و خواننده رپ کامن برای نقش جان استوارت، آدام برودی برای نقش بری آلن / فلش، و جی باروشل در نقش شرور اصلی فیلم، مکسول لرد، انتخاب شدند. هیو کیز-برن، همکار قدیمی میلر، هم برای ایفای نقشی نامشخص انتخاب شده بود که طبق شایعات نقش مارشن من‌هانتر بود. بعد از کنسل شدن فیلم، سانتیاگو کاباررا فاش کرد که برای نقش آکوامن انتخاب شده بود. ماریت آلن، قبل از مرگ زود هنگام خود در نوامبر ۲۰۰۷، به عنوان طراح اصلی لباس استخدام شد، و مسئولیت ساخت لباس ها بر عهده ویتا ورکشاپ قرار گرفت.
با این حال، اعتصاب نویسندگان آمریکا در همین سال آغاز شد و موقتا روند تولید را متوقف کرد. اما وقتی اعتصابات در فوریه ۲۰۰۸ به پایان رسید، دوباره استودیو تولید این فیلم را به سرعت پیگیری کرد. استودیو و میلر خواهان شروع فوری فیلمبرداری بودند، اما تولید فیلم سه ماه به تاخیر افتاد. قرار بود لیگ عدالت فانی در فاکس استودیوز استرالیا سیدنی، به همراه مناطقی در نزدیکی یک دانشگاه قدیمی، فیلمبرداری شود. کمیسیون فیلم استرالیا در انتخاب بازیگران تاثیر مهمی داشت و باعث شد تا جورج میلر داد گیل، پالمر و کیز-برین را، که همگی بومی استرالیا بودند، انتخاب کند. گروه تولید کاملاً از استرالیایی‌ها تشکیل شده بودند، اما دولت استرالیا ۴۰ درصد تخفیف مالیاتی را برای برادران وارنر رد کرد زیرا احساس می‌کرد که بازیگران استرالیایی استخدام شده کافی نیستند. میلر ناامید شد و اظهار داشت که "افرصتی که یک بار در زندگی به صنعت فیلم استرالیا رو کرده است، به دلیل بینشی بسیار تنبل در حال از بین رفتن است. آنها صدها میلیون دلار سرمایه گذاری ای را دور می اندازند که بقیه دنیا برای به دست آوردن آن در حال رقابت ان، و به طور قابل توجهی مشاغل خلاقانه و با مهارت بالایی را با این تصمیم از بین میبرند." پس از ناامیدی برادران وارنر برای فیلمبرداری در استرالیا، دفاتر تولید به ونکوور فیلم استدیوز کانادا منتقل شد و فیلمبرداری به ژوئیه ۲۰۰۸ عقب افتاد و برادران وارنر هنوز ایمان داشتند که می توانند فیلم را برای انتشار در تابستان ۲۰۰۹ تولید کنند.

#### زک اسنایدر

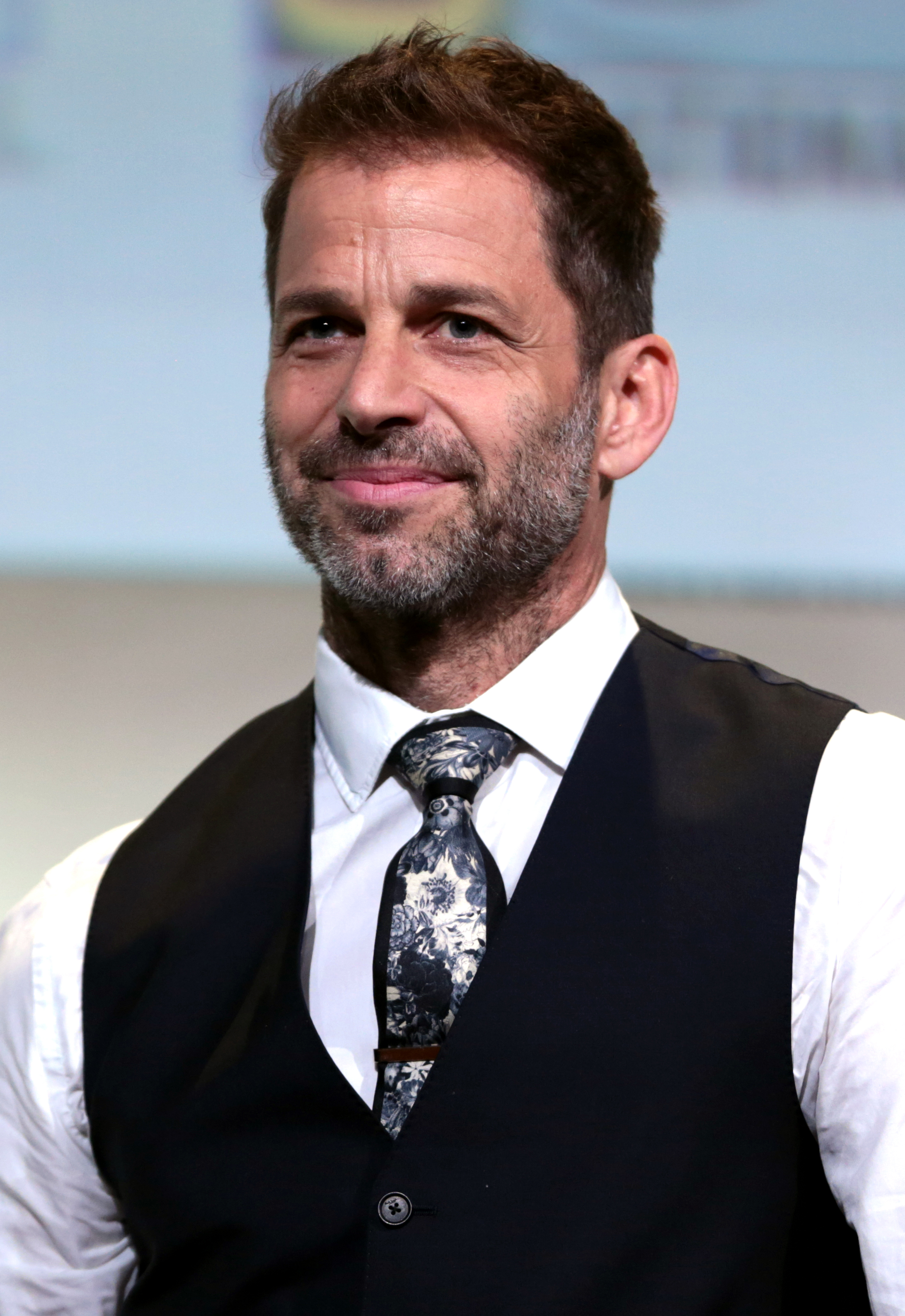
زک اسنایدر، کارگردان مرد پولادین، بتمن در برابر سوپرمن: طلوع عدالت، و لیگ عدالت.

در پی ادامه تأخیرهای مداوم در تولید فیلم و موفقیت تجاری و انتقادی شوالیه تاریکی در ژوئیه ۲۰۰۸، برادران وارنر تصمیم گرفت بر روی ساخت فیلم های مستقل قهرمانان دی سی تمرکز کند و به کریستوفر نولان اجازه داد تا سه گانه بتمن خود را به طور مستقل، با شوالیه تاریکی برمی‌خیزد، تکمیل کند. بعدها شایعه شد که وارنر به دنبال ساخت فیلمی براساس لیگ عدالت است و نولان آن را کارگردانی خواهد کرد. اما نولان بعدها این شایعات را رد کرد و گفت که شخصیت های دی‌سی با مارول متفاوت هستند و فیلم های مستقل برای بتمن و سوپرمن بهتر از یک جهان سینمایی مشترک است. دایان نیلسون، رئیس دی‌سی اینترتیمنت، در سپتامبر ۲۰۱۰ اعلام کرد که هیچ برنامه ای برای ارتباط میان پروژه های آینده وجود ندارد و تمرکز بر روی مستقل نگه داشتن آنها خواهد بود. مدتی بعد جف جانز، مدیر ارشد خلاقیت دی‌سی اینترتیمنت، هم اظهارات مشابهی را بیان کرد.
برادران وارنر تولید فیلم انفرادی گرین لنترن، که در سال ۲۰۱۱ اکران شد و از نظر تجاری و انتقادی یک شکست کامل بود، را نیز آغاز کرد. اقتباس‌های سینمایی فلش و زن شگفت انگیز وارد پروسه تولید شدند، فیلمبرداری برای ریبوت سوپرمن نیز در سال ۲۰۱۱، با عنوان مرد پولادین به تهیه کنندگی نولان و نویسندگی دیوید اس. گویر، نیز آغاز شد. وارنر در اکتبر ۲۰۱۲، پس از پیروزی قانونی بر املاک جو شوستر برای حقوق سوپرمن، اعلام کرد که قصد دارد مرد پولادین را با فیلم لیگ عدالت ادامه دهد. مدت کوتاهی پس از اتمام فیلمبرداری مرد پولادین، در پی موفقیت تجاری انتقام‌جویان، برادران وارنر در ژوئن ۲۰۱۲ ویل بیل را برای نوشتن فیلمنامه فیلم لیگ عدالت استخدام کرد. برادران وارنر اعلام کرد که، برای رقابت با قسمت دوم انتقام‌جویان، قصد دارند فیلم لیگ عدالت را در تابستان ۲۰۱۵ اکران کنند. اما در فوریه سال ۲۰۱۳ گزارش شد که پیش نویس بیل مورد قبول استودیو واقع نشده و کنار گذاشته شده است.
زک اسنایدر در مصاحبه با نیویورک پست در نوامبر ۲۰۱۲، با وجود اظهار بی اطلاعی از وضعیت پروژه لیگ عدالت، به برنامه های برادران وارنر برای ایجاد یک جهان سینمایی، که در آن سوپرمن مرد پولادین حضور دارد، اشاره کرد. در مارس ۲۰۱۳ شایعه شده که نولان و اسنایدر برای ساخت فیلم لیگ عدالت با یکدیگر همکاری خواهند کرد و اسنایدر آن را کارگردانی میکند، و کریستین بیل نیز به نقش بتمن بازخواهد گشت.. اما جف رابینف، رئیس برادران وارنر، در آوریل ۲۰۱۳ این شایعات را رد کرد و گفت که نولان و بیل در پروژه لیگ عدالت مشارکت ندارند و در ادامه اعلام کرد که مرد پولادین «لحن فیلم های آینده را مشخص می کند. از این نظر، این قطعا اولین قدم است.» اسنایدر نیز در ۷ ژوئن اعلام کرد که فیلم مرد پولادین او جزئی از یک جهان بزرگتر است که قهرمانان دیگر دنیای دی‌سی هم در آن حضور دارند. این فیلم شامل ارجاعاتی به دیگر ابرقهرمانان دنیای دی‌سی بود، و لحن جهان مشترک سینمایی ابرقهرمانان دی‌سی را مشخص کرد.
پس از اکران مرد پولادین، گویر در ۱۰ ژوئن ۲۰۱۳ برای نوشتن فیلمنامه جدید لیگ عدالت استخدام شد. گویر چند روز بعد گفت بروس وین در دنیای مرد پولادین وجود دارد اما این جهان جدا از جهان سه گانه شوالیه تاریکی خواهد بود و ما یک بروس وین و بتمن جدید، با بازیگر جدید، شاهد خواهیم بود؛ او در ادامه اظهار داشت که اگر گرین لنترن در قسمت های آینده ظاهر شود، نسخه ریبوت شده این شخصیت خواهد بود و با فیلم ۲۰۱۱ ارتباطی ندارد. زک اسنایدر در کامیک کان ۲۰۱۳ ساخت دنباله فیلم مرد پولادین را تایید و اعلام کرد که بتمن نیز در آن حضور خواهد داشت. بعدها اعلام شد نام دنباله مرد پولادین، بتمن در برابر سوپرمن: طلوع عدالت است و در آن هنری کویل در نقش سوپرمن، بن افلک در نقش بتمن، گل گدوت در نقش زن شگفت انگیز، ازرا میلر در نقش فلش، جیسون موموآ در نقش آکوامن و ری فیشر در نقش ویکتور استون / سایبورگ حضور خواهند یافت. قرار بود در فیلم لیگ عدالت به سه شخصیت اخیر بیشتر پرداخته شود. این جهان مشترک مستقل از سه گانه شوالیه تاریکی گویر و نولان بود، اما نولان هنوز به عنوان تهیه کننده اجرایی در پروژه بتمن علیه سوپرمن مشارکت داشت. در آوریل ۲۰۱۴، اعلام شد که زک اسنایدر فیلمنامه لیگ عدالت گویر را هم کارگردانی خواهد کرد. برادران وارنر پس از اینکه تحت تأثیر بازنویسی فیلمنامه بتمن علیه سوپرمن: طلوع عدالت از کریس تریو قرار گرفت، بازنویسی فیلمنامه لیگ عدالت را هم به او محول کرد. در ۱۵ اکتبر ۲۰۱۴، برادران وارنر اعلام کرد که این فیلم در دو قسمت ساخته خواهد شد. تاریخ اکران قسمت اول ۱۷ نوامبر ۲۰۱۷ اعلام شد و تاریخ اکران قسمت دوم ۱۴ ژوئن ۲۰۱۹ اعلام شد. اسنایدر قرار بود هر دو فیلم را کارگردانی کند. انترتینمنت ویکلی در اوایل ژوئیه ۲۰۱۵ فاش کرد که فیلمنامه قسمت اول لیگ عدالت توسط تریو تکمیل شده است. در ژوئن ۲۰۱۵ مشخص شد که فیلمبرداری فیلم بلافاصله پس از اتمام فیلمبرداری زن شگفت‌انگیز و در بهار ۲۰۱۶ آغاز خواهد شد. زک اسنایدر اظهار داشت که برای ساخت این فیلم از سری کمیک خدایان جدید اثر جک کربی الهام گرفته است. اگرچه لیگ عدالت در ابتدا به عنوان یک فیلم دو قسمتی اعلام شد، و اکران قسمت دوم برای دو سال بعد از اکران اولین قسمت برنامه ریزی شده بود، اما اسنایدر در ژوئن ۲۰۱۶ اظهار داشت که داستان دو فیلم متفاوت خواهد بود و قرار نیست یک فیلم به دو قسمت تقسیم شود.

### فیلمبرداری
فیلمبرداری اصلی در ۱۱ آوریل ۲۰۱۶، در استودیو برادران وارنر در انگلستان و مکان هایی در اطراف لندن و اسکاتلند، آغاز شد. فیلمبرداری های اضافی در شیکاگو، ایلینوی، لس آنجلس و روستای دجوپاویک در وست‌فیردیر، ایسلند انجام شد. لری فانگ، فیلمبردار فیلم های قبلی اسنایدر، به علت تداخل تولید فیلم با برنامه‌هایش، نتوانست در این پروژه حضور پیدا کند و جای خود را به فابیان واگنر داد. بن افلک نیز علاوه بر نقش بتمن، مسئولیت تهیه کننده اجرایی فیلم را هم داشت. در ماه مه ۲۰۱۶ اعلام شد که جان برگ و جف جانز، که پس از استقبال منفی منتقدان از فیلم بتمن در برابر سوپرمن جزء مسئولان دنیای توسعه‌یافته دی‌سی شده بودند، تهیه کنندگان این فیلم خواهند بود. در همان ماه، آیرونز اظهار داشت که داستان لیگ عدالت، در مقایسه با نسخه سینمایی بتمن در برابر سوپرمن: طلوع عدالت، خطی‌تر و ساده‌تر خواهد بود. جانز در ۳ ژوئن ۲۰۱۶ تأیید کرد که عنوان فیلم لیگ عدالت است، و مدتی بعد اظهار داشت که این فیلم در مقایسه با فیلم های قبلی دنیای توسعه‌یافته دی‌سی "امیدبخش و خوش بینانه" خواهد بود.
در طول فیلمبرداری، گزارش شد که بازنویسی های جف جانز باعث ایجاد مشکلاتی با کریس تریو و مدیران برادران وارنر شده بود. برادران وارنر، به دلیل بازخوردهای منفی ای که نسخه سینمایی بتمن در برابر سوپرمن دریافت کرد، از نحوه ساخت فیلم زیر نظر اسنایدر راضی نبود. گزارش شده است که برادران وارنر نشستی برای نویسندگانی از جمله جاس ویدون، آلن هاینبرگ (فیلمنامه‌نویس زن شگفت‌انگیز)، ست گراهام اسمیت و آندره‌آ برلوف، درباره فیلم لیگ عدالت برگزار کرده است. این امر باعث بازنویسی های متعددی فیلمنامه لیگ عدالت، که در حال فیلمبرداری بود، شد. ویدون در نهایت توسط برادران وارنر استخدام شد و پس از کناره گیری اسنایدر در طول مراحل پس از تولید، کارگردانی فیلم را بر عهده گرفت. در ۱ اکتبر ۲۰۱۶ موموآ در اینستاگرام خود اعلام کرد فیلمبرداری اصلی در لندن به پایان رسیده است. در ۷ اکتبر ۲۰۱۶ زک اسنایدر در حساب توییتر خود اعلام کرد فیلمبرداری در انگلستان به پایان رسیده است. در 14 اکتبر موموآ در اینستاگرام خود خبر از اتمام فیلمبرداری در ایسلند داد.

### پس از تولید

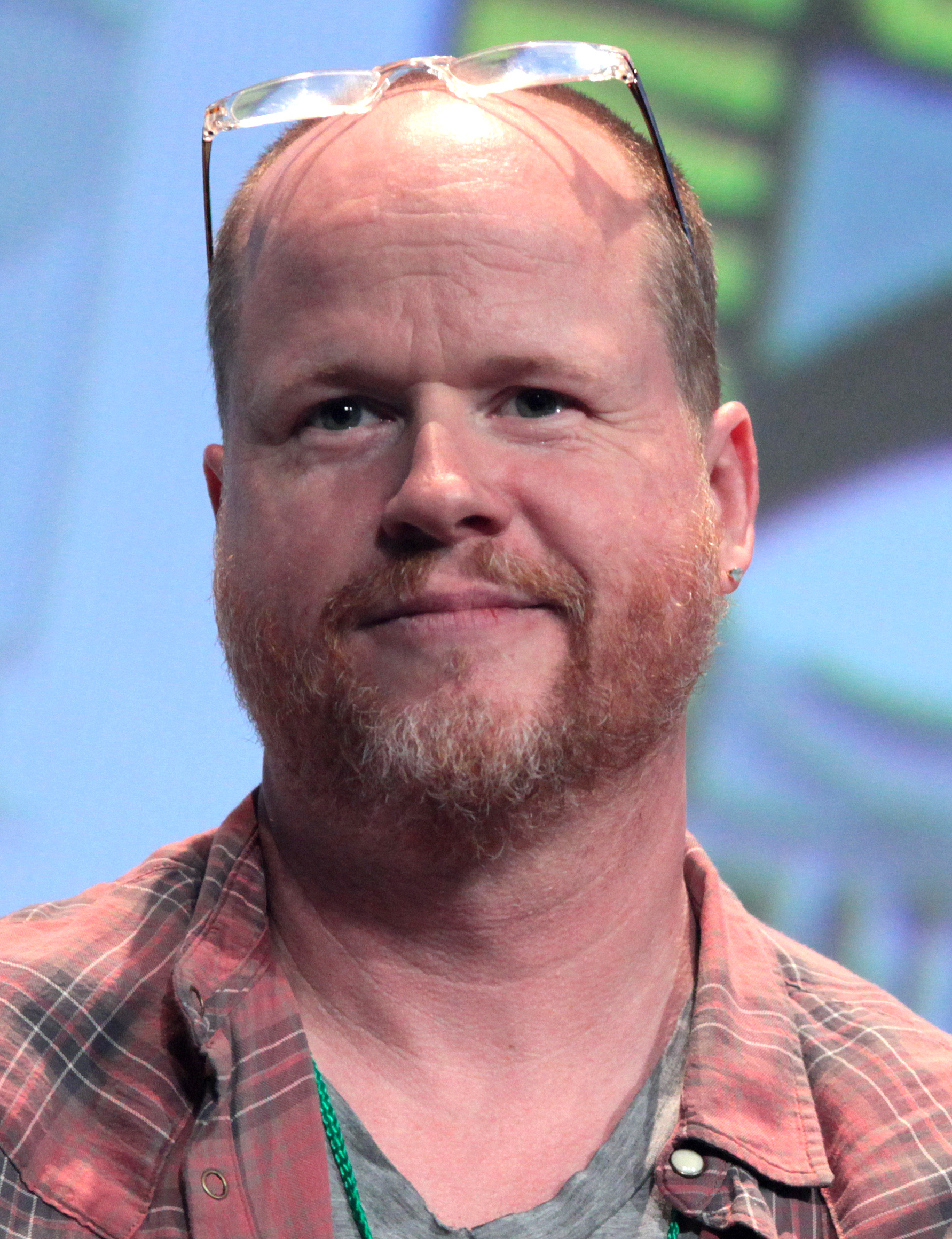
جاس ویدون پس از کناره گیری اسنایدر، کارگردانی فیلم لیگ عدالت را در مرحله پس از تولید بر عهده گرفت.

در مه ۲۰۱۷، اسنایدر در طول مرحله پس از تولید فیلم، در پی خودکشی دخترش، از سمت کارگردانی کنار رفت. جاس ویدون به جای اسنایدر وظایف پس از تولید را بر عهده گرفت. در ژوئیه ۲۰۱۷ اعلام شد که فیلم دو ماه فیلمبرداری مجدد را در لندن و لس آنجلس پشت سر می گذارد و برادران وارنر حدود ۲۵ میلیون دلار برای آن هزینه کرده است، که بیشتر از هزینه معمول ۶ تا ۱۰ میلیون دلار فیلمبرداری های اضافی است. بودجه فیلم تا ۳۰۰ میلیون دلار است. فیلمبرداری مجدد با برنامه کویل برای فیلم مأموریت: غیرممکن – فال‌اوت، که کویل برای آن سبیل های گذاشته بود که قرار بود آن را تا زمان پایان فیلمبرداری فال‌اوت نگه دارد، مصادف شد. در حالی که کریستوفر مک‌کوری، کارگردان فال‌اوت در ابتدا اجازه داد تا کویل سبیل‌هایش را، در ازای خسارت ۳ میلیون دلاری که برای تعطیل کردن موقت روند تولید فال‌اوت و سپس هزینه پر کردن جای سبیل با جلوه های ویژه، بزند اما مدیران پارامونت پیکچرز با این کار مخالفت کردند. بنابراین تیم جلوه های ویژه لیگ عدالت مجبور شدند از جلوه‌های ویژه برای حذف دیجیتالی سبیل کویل در مراحل پس از تولید استفاده کند.
در نهایت اسنایدر اعتبار کارگردانی فیلم را دریافت کرد، اما ویدون به همراه کریس تریو اعتبار نویسندگی فیلمنامه را از آن خود کرد. چارلز روون، تهیه کننده، در مصاحبه ای گفت که این فیلم در ابتدا توسط هشتاد تا هشتاد و پنج درصد فیلمبرداری شده است. اما اسنایدر تخمین می زند که تنها یک چهارم فیلمبرداری او در نسخه سینمایی، بر اساس آنچه که در مورد نسخه سینمایی به او گفته شده (او نسخه سینمایی را تماشا نکرده است)، استفاده شده است. فابیان واگنر، فیلمبردار، تخمین می‌زند که تنها ۱۰ درصد نسخه اصلی فیلم‌برداری شده توسط او و اسنایدر در برش نهایی استفاده شده است. ویدون در بازنویسی های خود حدود ۸۰ صفحه به فیلمنامه اضافه کرده بود و این احتمال حذف بیشتر صحنه های اسنایدر از نسخه سینمایی توسط او را تقویت میکرد.
کوین سوجیهارا، مدیر عامل برادران وارنر، عوامل تولید را موظف کرد که مدت زمان ۱۷۰ دقیقه ای فیلم را به دو ساعت کاهش دهند. بنابراین مدت زمان نسخه نهایی با زمان تعیین شده مطابقت داده شد. استودیو، علیرغم اینکه مشکلات متعددی در مراحل پس از تولید وجود داشت، اکران فیلم را به تعویق نینداخت تا مدیران بتوانند، قبل از ادغام شرکت با ای‌تی‌اندتی، پاداش‌های نقدی خود را دریافت کنند. در فوریه ۲۰۱۸، گزارش شد که اسنایدر از سمت کارگردانی لیگ عدالت اخراج شد، زیرا طبق گفته مت گلدبرگ از کلایدر، کات او غیرقابل تماشا بود. "من چیزهای مشابهی را در سال گذشته از منابع جداگانه شنیده بودم، همچنین شنیدم که اسنایدر کات "غیرقابل تماشا" بود. گلدبرگ ادامه داد، البته، حتی اگر این درست باشد، بدیهی است که داستان های بیشتری پشت آن است و احتمالا اسنایدر کات‌های خشن را با فیلم‌برداری مجدد، بازنویسی، و غیره برطرف کرد. به گفته جیم لی، ناشر دی سی کامیکس و طراح کامیک بوک، اسنایدر اخراج نشد. در سخنرانی در نمایشگاه کمیک و سرگرمی کلگری، لی اظهار داشت: "که [اسنایدر] به هیچ وجه اخراج نشد و [تا آنجا که او میدانست] او به دلیل یک موضوع خانوادگی از تولید کنار رفت". در ژوئیه ۲۰۲۰، ری فیشر ادعا کرد که رفتار ویدون در سر صحنه فیلمبرداری با بازیگران و عوامل فیلم "توهین آمیز، غیرحرفه ای و کاملا غیرقابل قبول" بود. کریس تریو، نویسنده لیگ عدالت و بتمن در برابر سوپرمن، این فیلم را یک اقدام خرابکارانه خواند و تلاش ناموفقی برای حذف نام خود از فیلم کرد.

## موسیقی
در مارس ٢٠١۶، هانس زیمر، که آهنگسازی موسیقی فیلم‌های مرد پولادین و بتمن در برابر سوپرمن: طلوع عدالت را به عهده داشت، اظهار داشت که دیگر برای «فیلم های ابرقهرمانی» آهنگسازی نخواهد کرد، و بنابراین در آهنگسازی فیلم لیگ عدالت مشارکت نکرد. هر چند بعدا آهنگسازی فیلم های  مردان ایکس: دارک فینکس زن شگفت‌انگیز ۱۹۸۴ را برعهده گرفت. در ابتدا جانکی ایکس‌ال، که موسیقی متن فیلم بتمن در برابر سوپرمن:طلوع عدالت را با همکاری زیمر نوشت و ساخت، آهنگسازی موسیقی متن فیلم را برعهده گرفت. اما در ژوئن ٢٠١٧ جانکی ایکس‌ال کنار گذاشته شد و دنی الفمن جایگزین او شد. الفمن پیش‌تر برای دی‌سی سابقه آهنگسازی برای فیلم های بتمن و بازگشت بتمن و  مجموعه پویانمایی بتمن را داشت. الفمن در ساخت تم بتمن از تم بتمن در فیلم سال ١٩٨٩ برتون استفاده کرده بود. از تم سوپرمن جان ویلیامز در فیلم سوپرمن نیز در طول "یک لحظه تاریک و پیچیده"،  که در آن سوپرمن زنده شده با لیگ عدالت مبارزه می کند و بعداً در اوج جایی که سوپرمن برای شکست دادن استپن ولف وارد می‌شود، استفاده شد. این فیلم شامل بازخوانی ترانه های ماندگاری چون هر کسی میدونه لئونارد کوهن با اجرای سیگرید، «ایکی تامپ» با اجرای وایت استرایپس و ترانه جمع شید گروه بیتلز با اجرای گری کلارک جونیور و جانکی ایکس‌ال می‌باشد. آلبوم موسیقی متن فیلم لیگ عدالت در ١٠ نوامبر ٢٠١٧ به صورت دیجیتالی منتشر و فرمت فیزیکی آن در ٨ دسامبر منتشر شد.

## بازاریابی
سوپرمن عمداً در تمام تبلیغات اولیه و بازاریابی لیگ عدالت، از جمله تریلرها، کلیپ‌ها و پوسترها کنار گذاشته شد. بازیگر سوپرمن، هنری کویل، بعدها این عمل را "مسخره" توصیف کرد. با وجود پنهان ماندن شخصیت او از مواد تبلیغاتی، کویل همچنان به بقیه بازیگران در تور مطبوعاتی فیلم پیوست. حضور کلارک کنت در آخرین تریلر قبل از اکران فیلم فاش شد، اما به گونه‌ای ویرایش شد که انگار لوئیس لین در مورد کلارک خواب می بیند. ای‌تی‌اندتی، ژیلت، مرسدس-بنز، و  تی‌سی‌ال از حامیان عمده مالی و بازاریابی فیلم لیگ عدالت هستند.

## اکران

### انتشار سینمایی
اولین نمایش جهانی فیلم لیگ عدالت در سالن تئاتر دالبی در لس آنجلس در ١٣ نوامبر ٢٠١٧ برگزار شد، و در ١٧ نوامبر ٢٠١٧ در سراسر ایالات متحده اکران شد.

### نمایش خانگی
لیگ عدالت در ١٣ فوریه ٢٠١٨ به صورت دیجیتالی منتشر شد و در ١٣ مارس ٢٠١٨ بر روی دیسک های بلوری، بلوری تری دی، فورکی اولترا-اچ‌دی بلوری و دی‌وی‌دی در بازارهای مختلف بین المللی منتشر گردید. نسخه بلوری دارای دو صحنه حذف شده با عنوان بازگشت سوپرمن بود. همچنین این نسخه به دلیل نداشتن توضیحات کارگردان از سوی زک اسنایدر یا جاس ویدون قابل توجه است. تا تاریخ ۲۰ اوت ۲۰۲۱ تا ٢٠ اوت ٢٠٢١، ٣٠.۴ میلیون دلار فروش دی‌وی‌دی و ۴١.۵ میلیون دلار در فروش بلوری به دست آورده است و طبق آمار نامبرز نسخه نمایش خانگی فیلم لیگ عدالت در مجموع حدود ٧١.٩ میلیون دلار در بازار فروش داشت.

## بازخورد

### گیشه
لیگ عدالت ٢٢٩ میلیون دلار در آمریکای شمالی و ۴٢٨ میلیون دلار در دیگر کشور ها، مجموعا ۶۵٧.٩ میلیون دلار در سراسر جهان، فروخت. فروش افتتاحیه این فیلم در سراسر جهان حدود ٢٧٨.٨ میلیون دلار بود. با وجود این میزان فروش، فیلم نتوانست به نقطه سر‌به‌سر ٧۵٠ میلیون دلار برسد، و ددلاین هالیوود گزارش کرد که استودیو با این فیلم حدود ۶٠ میلیون دلار ضرر کرده است. این فیلم به دلیل عملکرد ضعیف در گیشه، با توجه به بودجه هنگفت خود، به عنوان بمب گیشه لقب گرفت.
پیش بینی می‌شد این فیلم در کانادا و ایالات متحده، با توجه به دراختیار داشتن ۴،٠۵١ سینما (شامل ۴٠٠ سینمای آی‌مکس)، حدود ١١٠ - ١٢٠ میلیون دلار بفروشد. فیلم در پیش‌نمایش‌های پنجشنبه شب خود توانست ١٣ میلیون دلار، بیشتر از ١١ میلیون دلار پیش‌نمایش‌های زن شگفت‌انگیز، بفروشد. فیلم در روز اول افتتاحیه خود (به اضافه فروش پیش‌نمایش‌های پنجشنبه شب) ٣٨.۵ میلیون دلار فروش کرد. پیش بینی می‌شد فروش این فیلم به ٩۵ میلیون دلار خواهد رسید. فروش این فیلم در نهایت به ٩٣.٨ میلیون دلار رسید که ۴۵ درصد کمتر از افتتاحیه ١۶۶ میلیون دلاری بتمن دربرابر سوپرمن بود، و اولین فیلم دی‌سی به شمار می‌رود که زیر ١٠٠ میلیون دلار در افتتاحیه خود فروش کرد. ددلاین این رقم پایین را ناشی از استقبال نه چندان گرم تماشاگران از فیلم و فیلم‌های قبلی آن، و همچنین استقبال ضعیف منتقدان دانست. عدم انتشار امتیاز کلی فیلم، تا روز اکران، توسط وب‌سایت جمع‌آوری نقد فیلم راتن تومیتوز باعث ایجاد تردید و گمان بین تماشاگران برای دیدن فیلم شده بود. فروش فیلم در دومین هفته، با کاهش ۵۶ درصدی، به ۴١.١ میلیون دلار رسید و بعد از کوکو در گیشه دوم شد. این بهترین فروش فیلم های دی‌سی در افتتاحیه دومین آخر هفته، بعد از زن شگفت‌انگیز، بود. در هفته سوم فیلم ١۶.٧ میلیون دلار فروخت و همچنان در رتبه دوم گیشه باقی ماند. فیلم در چهارمین هفته اکران ٩.٧ میلیون دلار و در پنجمین هفته ۴.٣ میلیون دلار فروش کرد و به ترتیب در جایگاه های دوم و پنجم گیشه قرار گرفت. فوربز، در سال ٢٠١٨، تغییر شدید و غیر منسجم لحن این فیلم نسبت به فیلم های قبلی اسنایدر، مانند مرد پولادین و بتمن در برابر سوپرمن: طلوع عدالت، را با تغییر شدید و غیر منسجم لحن فیلم‌های قدیمی‌تر بتمن در سال‌های ١٩٨٩ و ١٩٩٢ تیم برتون مقایسه کرد. تغییر لحنی که به فیلم های بتمن  شوماخر منجر شد. اگرچه تغییر لحن فیلم های بتمن شوماحر بهتر از تغییر لحن فیلم لیگ عدالت انجام شد و تاثیر بهتری روی گیشه گذاشت. اما تغییر لحن لیگ عدالت، در تلاش برای یافتن مخاطبان بیشتر، باعث بیگانه شدن از دست رفتن مخاطبان اصلی خود شد. زیرا این فیلم با انتظارات هواداران اسنایدر مغایرت داشت.
در دیگر مناطق پیش بینی می‌شد که فروش این فیلم در سطح جهانی با افتتاحیه ٢١۵ - ٢٣۵ میلیون دلاری آغاز شود و به فروش ٣٢۵ -  ٣۵۵ میلیون دلار برسد. فیلم در روز های اول اکران جهانی خود در حدود ٨.۵ میلیون دلار در ٩ کشور، مانند کره جنوبی، فرانسه و برزیل فروش کرد. در نهایت فیلم به فروش بین المللی ١٨۵ میلیون دلاری از ۶۵ کشور جهان، ۵٧.۱ میلیون دلار از چین، ٩.٨ میلیون دلار از بریتانیا، ٩.۶ میلیون دلار از مکزیک و ٨.٨ میلیون دلار از کره جنوبی، رسید. این فیلم در اولین نمایش خود در فیلیپین، با فروش ١.١٢ میلیون دلاری خود (۵٧.۴ میلیون پزو)، در فیلیپین رکورد زد و به بزرگترین روز افتتاحیه برای یک فیلم در سال ٢٠١٧ تبدیل گردید و در نهایت به هفتمین فیلم پرفروش تاریخ فیلیپین تبدیل شد. فیلم در افتتاحیه خود در برزیل  ١۴.٢ میلیون دلار فروش کرد که بزرگترین افتتاحیه در تاریخ این کشور است. در خارج از آمریکای شمالی، بزرگترین بازار های این فیلم به ترتیب در کشور های چین (١٠۶ میلیون دلار)، برزیل (۴١ میلیون دلار)، مکزیک (٢۴.٨ میلیون دلار) و بریتانیا (٢۴ میلیون دلار) بود.

### منتقدان
لیگ عدالت نقدهای متفاوتی دریافت کرد. فیلم به دلیل اکشن خوب و عملکرد مطلوب بازیگران مورد تحسین قرار گرفت، اما به خاطر روند کند داستانی و جلوه های ویژه و همچنین فیلمنامه ضعیف و شخصیت منفی کلیشه‌ای مورد انتقاد قرار گرفت. این فیلم در متاکریتیک که از میانگین وزنی استفاده می‌کند، بر اساس نظر ۵۲ منتقدین امتیاز ۴۵ از ۱۰۰ را کسب کرده که نشان‌گر «نقدهای مختلط یا متوسط» است. تماشاگران در سینماسکور به فیلم نمره متوسط «B+»، بین نمره عالی A+ و نمره ضعیف F، دادند. و تماشاگران دیگر در پست‌ترک به فیلم نمره مثبت ٨۴% (میانگین ۴ ستاره از ۵ ستاره) دادند و ۶٩٪ دیدن آن را به قطع "توصیه" کردند.
ریچارد روپر، منتقد شیکاگو سان-تایمز، امتیاز ٣.۵ ستاره از ۴ ستاره به این فیلم داده است و از بازیگران، به ویژه گل گدوت، تمجید کرد و گفت "این فیلم ریشه های تشکیل اعضای گروه در کنار هم را روایت می‌کند و این کار را با فان و انرژی فراوان انجام می‌دهد." اوون گلیبرمن، منتقد ورایتی، امتیاز مثبتی به فیلم داده است و لیگ عدالت را فیلمی توصیف کرد که که "به هم ریخته یا وحشتناک" نیست و سبک، تمیز و ساده است. بیلجه ابیری، منتقد ویلج ویس، نیز امتیاز مثبتی به این فیلم داده است و گفت "صحنه‌های اکشن فیلم شروع می‌شوند و توقف می‌کنند و سپس دوباره شروع می‌شوند، [و] سپس به جهت‌های مختلف می‌رود". ابیری همچنین توضیح می‌دهد که فیلم «چند لحظه به نقطه‌ی اوج بزرگ» داشت، اما "ریتم‌ها حال و هوای غیرقابل پیش‌بینی دلپذیری به فیلم می‌دهند". پیتر ترورز، منتقد رولینگ استون، به فیلم ٢.۵ ستاره از ۴ ستاره داد و با تمجید از بازیگران، اما انتقاد از سکانس‌های اکشن و نگارش، گفت "صحنه‌های اعضای لیگ با هم، مانند مشاجره و پیوندهای آنها، فیلم را با طنز و احساس واقعی تحریک می‌کند و علاقه‌ای ریشه‌دار به فیلم می‌دهد. بدون آن، فیلم فرو می‌پاشد." اما در مقابل، تاد مک‌کارتی، منتقد هالیوود ریپورتر، ضمن تمجید از گدوت و میلر، این فیلم را از نظر بصری زشت و کسل‌کننده خواند و گفت "خستگی، تکرار و یک رویکرد پرزحمت برای نمایش، کلیدواژه‌های این ماجرا هستند، که برای یافتن دلیل چگونگی بن افلک نیز قابل توجه است. به نظر می رسد، در دومین باری که لباس خفاشی را به تن می‌کند، او ترجیح می دهد تقریباً در هر جایی باشد به جز اینجا."
آلیسا روزنبرگ، منتقد واشنگتن پست، امتیاز منفی‌ایی به فیلم داد و آن را به عنوان "نمادی از اینکه چقدر فیلم های ابرقهرمانی خود را در اکوسیستم هالیوود تثبیت کرده اند" توصیف می‌کند و ادامه می‌داد "این همچنین یک تصویر قوی است که نشان می دهد موفقیت لزوماً به لحاظ هنری این ژانر را ارتقا نداده است." روزنبرگ احساس کرد که این فیلم تقریباً مشابه بسیاری از فیلم‌های ابرقهرمانی، که" قبلاً آمده‌اند" و برخی از" زشت‌ترین و بی‌معنی‌ترین جلوه‌های ویژه" را به نمایش گذارده‌اند، می‌باشد. جیمز براردینلی امتیاز ٢ ستاره از ۴ ستاره را به آن داد و گفت که فیلم های دی‌سی "دیر به مهمانی آمدند"، زیرا مارول استودیوز از قبل برای دنیای سینمایی خود برنامه ریزی کرده بود، به‌طوری که "گاهی به دلیل برنامه ریزی بیش از حد مورد انتقاد قرار می گرفتند" و عملکرد آن را با  انتقام‌جویان مقایسه کرد، که به گفته او "فرمولش کار کرد" و انتقام جویان را "یک سعادت پاپ کورنی [و] یک نیروانای ابرقهرمانی" توصیف می‌کند." الن موری، منتقد مجله فیلم ایرلند، شخصیت ها را جالب دانست، اما فضاسازی آن را بی‌ارزش خواند و گفت که "یک چیز هیجان انگیز غیرقابل انکار در کار کردن این شخصیت های مهم روی پرده بزرگ سینما وجود دارد."
پتی جنکینز، کارگردان  زن شگفت‌انگیز، نیز فیلم لیگ عدالت را دوست ندارد. به نظر او این فیلم با فیلم او در تضاد بود، زیرا او و اسنایدر برای مرتبط نگه داشتن فیلم هایشان با یکدیگر کار می‌کردند و هماهنگ بودند. اما در فیلمبرداری های مجدد جاس ویدون شخصیت‌ها را، آنطور که قبلاً در فیلم‌های گذشته بودند، به تصویر کشیده نمی‌شدند.

### جوایز
لیگ عدالت به عنوان نامزد بالقوه نودمین دوره جوایز اسکار برای بهترین جلوه‌های تصویری، همراه با فیلم دیگری از دنیای توسعه‌یافته دی‌سی، زن شگفت‌انگیز (فیلم ۲۰۱۷)، به فهرست کوتاه اسکار راه یافت. با این حال، هیچ یک از این دو فیلم‌ها به فهرست نهایی نامزدها راه پیدا نکردند.
| تاریخ                                | جایزه                      | رشته                                | دریافت کننده(ها)             | نتیجه           | منبع    |
| ------------------------------------ | -------------------------- | ----------------------------------- | ---------------------------- | --------------- | ------- |
| ٢٠١٧                                 | جامعه منتقدان فیلم دیترویت | بهترین پیشرفت در عرصه بازیگری       | گل گدوت                      | نامزدشده        |         |
| ٢٠١٧                                 | جایزه گلدن شومز            | بزرگترین ناامیدی سال                | لیگ عدالت                    | پیروز           | [ ۱۸۶ ] |
| ٢٠١٧                                 | جایزه تریلر طلایی          | بهترین پوستر اکشن                   | برادران وارنر، ورکز آی دی وی | نامزدشده        | [ ۱۸۷ ] |
| ٢٠١٧                                 | انجمن منتقدان فیلم سن دیگو | بهترین بازیگری کمدی                 | ازرا میلر                    | نامزدشده        | [ ۱۸۸ ] |
| ٢٠١٨                                 |                            |                                     |                              |                 |         |
| جایزه تریلر طلایی                    | بهترین وایلدپست ها         | برادران وارنر، رفینری               | نامزدشده                     | [ ۱۸۹ ] [ ۱۹۰ ] |         |
| گران پرمیو اینترنازیونال دل دوپیاگیو | بهترین میکس دوبله          | فرانچسکو تومینلو، لیزر دیجیتال فیلم | نامزدشده                     | [ ۱۹۱ ]         |         |
| جوایز برگزیده کودکان                 | محبوب ترین بازیگر فیلم     | بن افلک                             | نامزدشده                     | [ ۱۹۲ ]         |         |
| جوایز برگزیده کودکان                 | محبوب ترین بازیگر زن فیلم  | گل گدوت                             | نامزدشده                     | [ ۱۹۲ ]         |         |
| جوایز حلقه منتقدان فیلم اوکلاهما     | ناامید کننده ترین فیلم     | لیگ عدالت                           | مقام دوم                     | [ ۱۹۳ ]         |         |
| جوایز برگزیده نوجوانان               | بهترین فیلم اکشن           | لیگ عدالت                           | نامزدشده                     | [ ۱۹۴ ]         |         |
| جوایز برگزیده نوجوانان               | بهترین ستاره مرد فیلم اکشن | هنری کویل                           | نامزدشده                     | [ ۱۹۴ ]         |         |
| جوایز برگزیده نوجوانان               | بهترین ستاره زن فیلم اکشن  | ایمی آدامز                          | نامزدشده                     | [ ۱۹۴ ]         |         |
| جوایز برگزیده نوجوانان               | بهترین ستاره زن فیلم اکشن  | گل گدوت                             | نامزدشده                     | [ ۱۹۴ ]         |         |

## برش کارگردان
نسخه سینمایی فیلم، که با کناره گیری اسنایدر از پروژه و سکان داری جاس ویدون به انجام رسیده بود، نقد های متضادی دریافت کرد. همین قضیه منجر به بحثی در مقایسه وضعیت با آنچه در فیلم سوپرمن ۲ تجربه شد، گردید. در هر دو فیلم لیگ عدالت و سوپرمن ۲ کارگردان های اصلی به دلایل مختلف (که با یکدیگر متفاوت بود)، قبل از اتمام فیلم، جایگزین شده است، با کارگردان جدیدی جایگزین شده بودند و عملکرد کارگردان های جدید تغییرات اساسی در لحن هر دو فیلم ایجاد کرد. ریچارد دانر، کارگردان سوپرمن ۲، توانست برش خود را در سال ۲۰۰۶ کامل و منتشر کند که از نظر بسیاری از نسخه سینمایی قبلی بهتر بود. بنابراین هواداران، با این اعتقاد به اینکه اسنایدر فیلمبرداری لیگ عدالت را به طور کامل انجام داده بود، جنبشی را برای انتشار "اسنایدر کات" آغاز کردند. به امید آنکه اسنایدر هم مانند دانر بتواند برش خود را انتشار بدهد. استدلال هایی مطرح شد مبنی بر اینکه دیدگاه اسنایدر در فیلم های قبلی او منسجم تر از برش سینمایی بود که اکران شد و احتمالا برش او از لیگ عدالت دارای انسجام بیشتری است. برادران وارنر در ابتدا در مورد این قضیه سکوت کرد.
در مارس ۲۰۱۹، اسنایدر تأیید کرد که برش او وجود دارد، و گفت که انتشار آن بر عهده تصمیم برادران وارنر است. در ماه نوامبر، یکی از کارمندان داخلی وارنر ادعا کرد که بعید است وارنر برش اسنایدر از لیگ عدالت را در سینماها منتشر کند و آن را مانند یک "رویا" توصیف کرد. در ماه دسامبر، اسنایدر عکسی را در حساب کاربری خود در پلتفرم ویرو منتشر کرد که جعبه‌هایی با نوارهایی با برچسب "برش کارگردان Z.S.J.L" و با عنوان "آیا واقعی است؟ وجود دارد؟ البته وجود دارد" را نشان می‌داد. در ۲۰ مه ۲۰۲۰، اسنایدر رسماً اعلام کرد که اچ‌بی‌او مکس در سال ۲۰۲۱ برش او از لیگ عدالت را در سرویس خود منتشر خواهد کرد. برای تکمیل این برش حدود ۷۰+ میلیون دلار، برای تکمیل جلوه‌های ویژه و موسیقی و ویرایش آن، هزینه شد. برخی از بازیگران اصلی فیلم، از جمله افلک، فیشر، و میلر (از راه دور)، برای کمک به تکمیل پروژه بازگشتند، که شامل فیلمبرداری اضافی محدود نیز می شد. جرد لتو، ایمی آدامز، و جی. کی. سیمونز به ترتیب در نقش جوکر، لوئیس لین و جیمز گوردون دوباره سر صحنه حاضر شدند. پس از انتشار برش کارگردان، نسخه سینمایی از سوی طرفداران به عنوان "ویدون کات" یا "«جاس»تیس لیگ"، با اشاره به کارگردان جایگزین فیلم یعنی جاس ویدون، نام گرفت. با وجود استقبال بیشتر از برش اسنایدر، در مقایسه با نسخه سینمایی، اسنایدر اظهار داشت که برش او جزئی از دنیای توسعه‌یافته دی‌سی نخواهد بود، و برادران وارنر همچنان نسخه اکران شده سال ۲۰۱۷ را به عنوان نسخه رسمی در نظر می گیرد.

## آینده
در ابتدا قرار بود قسمت دوم لیگ عدالت در ۱۴ ژوئن ۲۰۱۹ منتشر شود، اما تاریخ اکران آن به تعویق افتاد تا با اکران بتمن هماهنگ شود. در مارس ۲۰۱۷، چارلز روون اعلام کرد که زک اسنایدر کارگردانی قسمت دوم لیگ عدالت را بر عهده خواهد داشت. در اکتبر ۲۰۱۷، جی. کی. سیمونز اظهار داشت که استودیو علاوه بر کار بر روی فیلمنامه بتمن، مشغول بر روی فیلمنامه دنباله لیگ عدالت هم می باشد. اندکی پس از انتشار لیگ عدالت، هنری کویل اظهار داشت که با برادران وارنر قرارداد دارد تا در یک فیلم دیگر هم نقش سوپرمن را بازی کند. در دسامبر ۲۰۱۷، گزارش شد که «هیچ برنامه فوری» برای کارگردانی فیلم‌های آینده دی‌سی توسط زک اسنایدر وجود ندارد و نقش او به تهیه‌کننده اجرایی تنزل داده می‌شود. این امر پس از تعدیل کارکنان تولید فیلم در برادران وارنر، به دلیل شکست مالی و انتقادی لیگ عدالت، صورت گرفت. تا سال ۲۰۱۹، برادران وارنر ساخت فیلم‌های انفرادی را در اولویت قرار داد.
پتی جنکینز، کارگردان زن شگفت‌انگیز، که قبلاً پیشنهاد کارگردانی فیلم اول را رد کرده بود، آمادگی خود را برای کارگردانی دنباله لیگ عدالت اعلام کرد.
اگرچه برش اسنایدر از لیگ عدالت از سوی مدیران دی‌سی فیلمز به عنوان "یک داستان سرایی بدون ثمره و بن بست" توصیف شده است که دنباله ای برای آن نخواهد بود، اما اسنایدر اعلام کرد که اگر استودیو به او این را فرصت دهد، حاضر است برای کارگردانی دنباله ها بازگردد. در ژانویه ۲۰۲۱، ری فیشر (که با جاس ویدون، جف جانز، جان برگ و رئیس کنونی دی‌سی فیلمز، والتر هامادا، برخورد های شدیدی داشت) اظهار داشت که تنها در صورتی حاضر خواهد بود که نقش سایبورگ در فیلم های آینده دی‌سی تکرار کند که قسمت دوم فیلم لیگ عدالت توسط زک اسنایدر ساخته شود. علاوه بر این، چندین گزارش تایید نشده بیان کرده بودند که بسته به موفقیت برش اسنایدر، دنباله‌های آن هم می‌توانند ساخته شوند. با این حال، اندکی پس از انتشار «اسنایدر کات»، مدیر عامل برادران وارنر، آن سارنوف، گفت هیچ برنامه‌ای برای بازگشت اسنایدر، به عنوان کارگردان/نویسنده برای فیلم‌های آینده دی‌سی، وجود ندارد، و این نشان می‌دهد ادامه‌ی مستقیم اسنایدر کات بعید است.
در اوت ۲۰۲۱، چارلز روون، تهیه‌کننده فیلم‌های دی‌سی، اظهار داشت که ادامه‌ی لیگ عدالت هنوز امکان‌پذیر است، اگرچه ممکن است چندین سال دیگر انجام شود.

## یادداشت ها
1. ↑  اسنایدر در حین فیلمبرداری اصلی کارگردان پروژه بود، اما در مراحل پس از تولید با جاس ویدون جایگزین شد. اعتبار کارگردانی در نهایت به اسنایدر تعلق گرفت،[۱] اما گزارش ها نشان میدهد که جاس ویدون بخش اعظم صحنه های فیلم را دوباره فیلمبرداری کرد.[۲]
2. 1 2  در انتشار نسخه نمایش خانگی، رت‌پک انترتینمنت، بدلیل اتهامات مبنی بر تجاوز و آزار جنسی بر علیه مدیر عامل رت‌پک (برت رتنر)، با اطلس انترتینمنت (مالک فعلی رت‌پک) جایگزین شد.[۵]